# 洛佐瓦 (沙爾霍羅德區)
48°40′22″N 28°0′39″E / 48.67278°N 28.01083°E
洛佐瓦（烏克蘭語：Лозова），是烏克蘭的村落，位於該國西南部文尼察州，由日梅林卡區負責管轄，始建於1550年，面積3.23平方公里，海拔高度195米，2001年人口1,369，人口密度每平方公里423.9人。